# Amanita bisporigera
Amanita bisporigera es una especie de hongo basidiomiceto venenoso, del género Amanita, de la familia Amanitaceae. Fue descrita por el micólogo y botánico George Francis Atkinson en 1906.

## Características
Los cuerpos fructíferos se encuentran en los bosques de coníferas y bosques caducifolios del este de América del Norte y hacia el sur hasta México, son poco frecuentes en el oeste de América del Norte. Se han encontrado en las plantaciones de pino en Colombia.
El píleo es inicialmente semiesférico, luego con la madurez se hace más convexo y aplanado, a veces irregularmente. Esto puede generar ondulaciones en el sombrero, el cual puede alcanzar hasta 10 cm de diámetro.
El hongo tiene un color blanco liso, la tapa puede alcanzar hasta 10 centímetros de diámetro y 14 centímetros de espesor, la superficie es seca y si el ambiente esta húmedo se pone pegajosa. Tienen una delicada falda blanca-como anillo en la parte superior.
La base del tallo con bulbo está cubierto con un saco membranoso volva. Las branquias están libres de apego al tallo. Como el nombre de la especie sugiere, Amanita bisporigera normalmente lleva dos esporas en el basidio, aunque esta característica no es tan inmutable como se creía.
El estipe es de color blanco, es sólido (no es hueco) mide aproximadamente 14 centímetros de largo por 2 de ancho y se estrecha hacia  arriba.

## Toxicidad
Amanita bisporigera es un hongo venenoso.
Esta especies de Amanita contiene amatoxinas, péptidos cíclicos que inhiben la enzima ARN polimerasa II e interfieren con varias funciones celulares. Los primeros síntomas de envenenamiento aparecen de 6 a 24 horas después del consumo, seguidos de un período de aparente mejoría, seguidos a continuación, por los síntomas del hígado y la insuficiencia renal, la muerte de quien la consuma deviene al cuarto día. 